# ハネムーン・イン・ベガス
『ハネムーン・イン・ベガス』（原題：Honeymoon in Vegas）は、1992年制作のアメリカ合衆国のコメディ映画。

## あらすじ
ニューヨークの私立探偵ジャックは、亡き母親からの「結婚だけは絶対にするな」という遺言に悩み、恋人ベッツィに結婚をなかなか切り出せないでいた。しかしついに結婚を決意、挙式のため2人でラスベガスに向かった。
カジノを楽しむ2人に1人の男が近づいてきた。金持ちのギャンブラー、トミーである。トミーはジャックをポーカーで負かして膨大な借金を作らせたうえ、そのカタに自分とベッツィをデートさせろと要求してきた。実は、ベッツィはトミーの亡き妻ドナに生き写しだったため、彼女を横取りし結婚しようと企んでいたのだ。
週末、トミーはベッツィを強引に連れてハワイに高飛びしてしまう。彼女を奪い返すべく後を追うジャックであったが、トミーの罠にはまり、刑務所送りになってしまう。
出所後、2人がラスベガスで挙式する事を知ったジャックは、再度ベッツィの奪還に挑むのだった。

## キャスト
※括弧内は日本語吹替
- ジャック・シンガー - ニコラス・ケイジ（安原義人）
- トミー・コーマン - ジェームズ・カーン（羽佐間道夫）
- ベッツィ/ドナ - サラ・ジェシカ・パーカー（榊原良子）
- ジョニー・サンドウィッチ - ジョニー・ウィリアムズ（郷里大輔）
- マヒ・マヒ - パット・モリタ（塚田正昭）
- ビー・シンガー - アン・バンクロフト（定岡小百合）
- サリー・モーラーズ - ジョン・カポダイス（村松康雄）
- シドニー・トマショフスキー - ロバート・コスタンゾ（峰恵研）
- チーフ・オーマン - ピーター・ボイル
- ロイ・ベーコン - バートン・ギリアム（沢木郁也）
- トニー - シーモア・カッセル（塚田正昭）
- エディ・ウォン - キーオン・ヤング（古田信幸）
- シド・フェダー - ジェリー・ターカニアン（小関一）
- ニコ - ダニー・カメコナ（小関一）
- ウォルター - ベン・スタイン（藤城裕士）
- バディ・ウォーカー - トニー・シャルーブ（秋元羊介）
- エルヴィスのモノマネをする子供 - ブルーノ・マーズ

## 評価
レビュー・アグリゲーターのRotten Tomatoesでは34件のレビューで支持率は65%、平均点は6.10/10となった。Metacriticでは25件のレビューを基に加重平均値が63/100となった。

## ブロードウェイミュージカル
2024年4月9日から5月19日まで、東京建物 Brillia HALLとSkyシアターMBSで上演予定。主演は、伊野尾慧。

### キャスト
- ジャック・シンガー - 伊野尾慧[5]
- ベッツィ・ノーラン - 松田るか[4][5]
- トミー・コーマン - 岸祐二[4][5]
- バディ・ロッキー / ロイ・ベーコン - 上口耕平[4][5]
- ジョニー・サンドウィッチ - 小柳友[4][5]
- マヒ・マヒ - 青野紗穂[4][5]
- ビー・シンガー - 霧矢大夢[4][5]
- 佐々木誠[4]
- 堀部佑介[4]
- 福永悠二[4]
- 堀江慎也[4]
- 柴原直樹[4]
- 中桐聖弥[4]
- 天野朋子[4]
- 鈴木昌実[4]
- 三浦優水香[4]
- 石井千賀[4]
- 中嶋紗希[4]
- 横田剛基[4]
- ルイス魅麗セーラ[4]

### スタッフ
- 脚本 - アンドリュー・バーグマン[4]
- 音楽 - ジェイソン・ロバート・ブラウン[4]
- 翻訳・訳詞 - 高橋知伽江[4]
- 演出 - 小山ゆうな[4]
- 音楽監督 - 清水恵介[4]
- 振付・ステージング - TETSUHARU[4]